# Plastic Logic

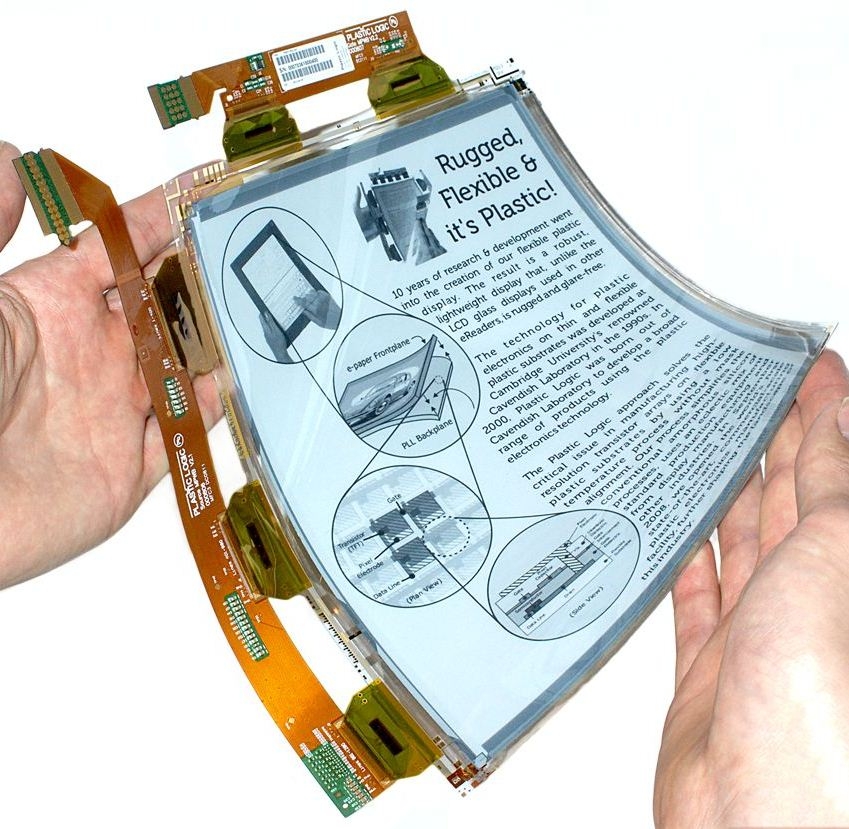
Plastic Logic德国塑料柔性显示屏

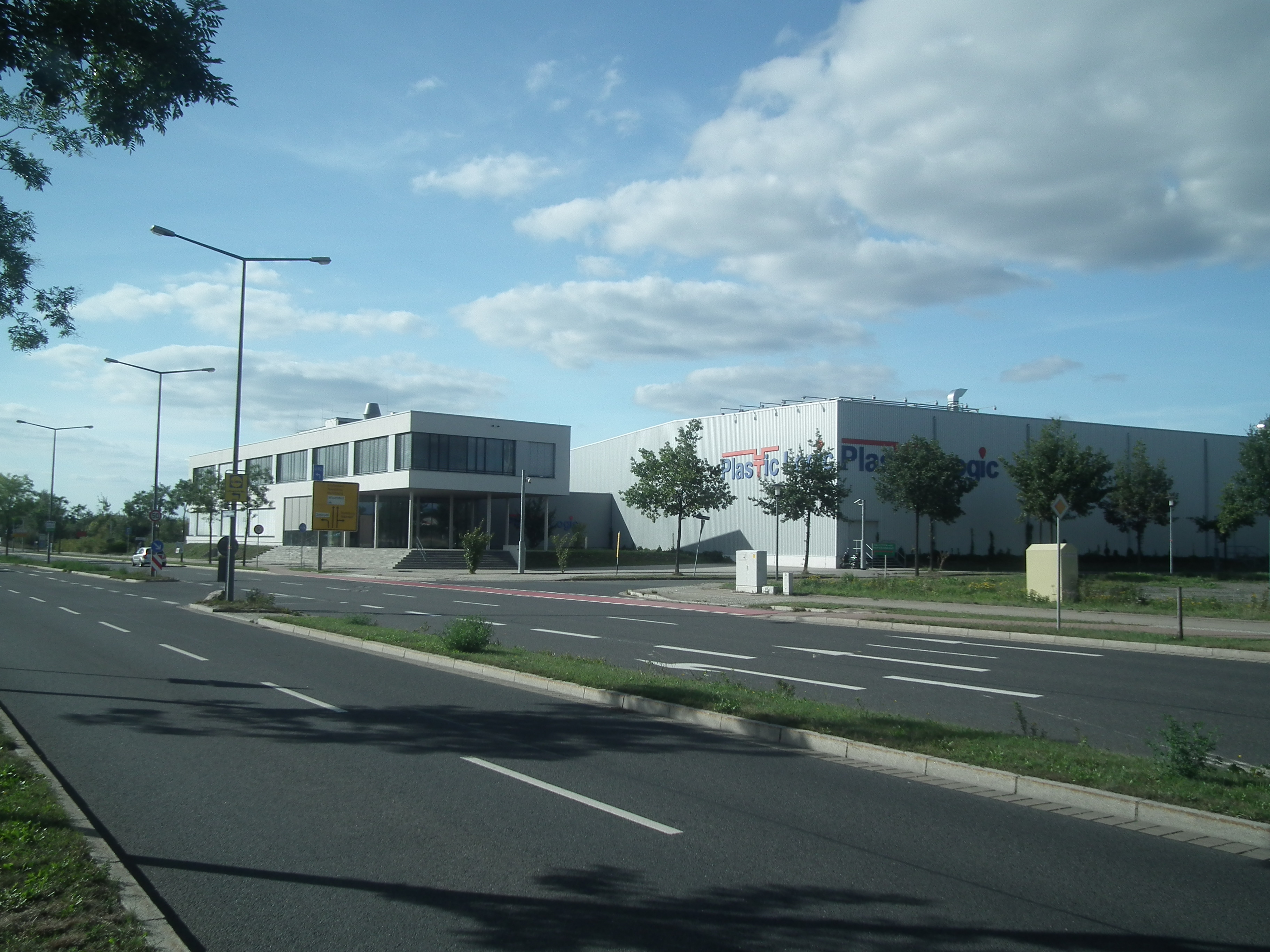
Plastic Logic德国，德累斯顿

Plastic Logic在德国德累斯顿开发和制造基于有机薄膜晶体管（OTFT）技术的电子纸（electrophoretic displays，EPD） 。
該公司最初是剑桥大学卡文迪许实验室的衍生公司，由Richard Friend 、Henning Sirringhaus和Stuart Evans於2000年創立，專注於聚合物電晶體和塑膠電子產品。
2015年2月，該公司宣布將Plastic Logic的技術開發和製造部分分開，並作為獨立公司繼續發展，以便在確定市場中抓住一系列機會的同時，集中註意力。位於德國德勒斯登的製造工廠以 Plastic Logic德國名義獨立運營，致力於開發、製造和銷售一系列柔性EPD。
Plastic Logic于2003年11月11日在英国剑桥开设了第一家小型制造工厂。大规模生产显示器的工厂于2008年9月17日在德国德累斯顿开业。
Plastic Logic于2004年11月30 发布了其首款塑料屏幕设备，供西门子通信公司在其移动设备中使用。随后发布了一款名为QUE proReader的电子阅读器。然而，到2010年8月，他們取消了 QUE proReader。2011年9月，該公司宣布推出Plastic Logic 100，旨在為俄羅斯學校提供電子教科書。
2011年1月，該公司獲得了2.8億美元的風險投資，其中2.3 億美元來自Rusnano投資的Plastic Logic股權，5,000萬美元來自多階段創投公司Oak Investment Partners。2012年5月Plastic Logic公佈了一項「Plastic Inside」策略——銷售其塑膠背板、感測器和標籤，以便客戶將其整合到其他產品中。
2012年5月17日，Plastic Logic 宣布放弃制造自己的电子阅读器设备的计划，转而专注于现有技术的许可，关闭位于加利福尼亚州山景城的美国办事处，其他地方开始裁员。
2012年7月，Plastic Logic展示了一款柔性显示器，厚度为130 µm，是第一个可以以每秒 12 帧（14 fps（黑白），由OTFT驱动的柔性显示器。  Plastic Logic展示了多种概念产品，其中包括用于智能手机的超薄电子纸配套设备。这款设备采用了10.7英寸触摸屏面板的设计，使得查看网页和文档内容比在智能手机屏幕上更加容易阅读。
BBC Click在2012年7月的一篇关于“走向无纸化”的报告中介绍了Plastic Logic的技术。

## 技术
Plastic Logic德国获得了FlexEnable技術平台的技術許可，該平台基於OTFT技術，使得電子產品能夠在柔性或塑膠片材上製造，從而製造各種尺寸的柔性塑膠EPD。 這些日光下可讀的顯示器設計輕巧、纖薄、堅固且電池消耗低。 公司聲稱這些顯示器的使用壽命超過五年，頁面更新次數超過1000萬次。相同的技术也可用于非显示应用，世界上第一个塑料柔性图像传感器，由ISORG 和Plastic Logic联合开发，并于2013年6月在LOPE-C上展示
2013年1月，公司因在柔性显示器制造领域的创新荣获FlexTech联盟颁发的“FLEXI 2013研发奖”。这是对将彩色滤光片阵列集成到柔性塑料显示器上的可扩展制造工艺的开发的认可。 FlexTech联盟认可的其他公司包括康宁公司和美国半导体公司。

## 柔性显示器
Plastic Logic德国为第三方终端设备开发和制造柔性塑料显示器。由于显示屏由塑料制成，因此不易破裂，专为坚固的移动设备而设计。 2013年3月，德国电子产品杂志Elektronik的读者投票将Plastic Logic的柔性彩色显示器评为“2013年度光电产品”。
2013年1月初在拉斯维加斯举行的国际消费电子展上，該公司發布了平板電腦產品PaperTab，這是英特爾、Plastic Logic和加拿大安大略省女王大学人类媒体实验室合作的成果。PaperTab搭载酷睿i5處理器，配備了由Plastic Logic開發和製造的柔性10.7吋塑膠顯示器。 此介面支援手勢控制，允許使用者透過彎曲螢幕一角或在另一個螢幕上點擊來更改視圖或執行命令。多个 PaperTab 可用作虚拟桌面并排显示数据，同时显示电子邮件和较大图像等媒体。    
Plastic Logic德国还提供更大的显示器，可用作电子纸或智能手机的配套设备。进一步的用途包括实现大尺寸、灵活且轻便的电子阅读器。
2013年3月，凸版印刷公司和Plastic Logic在日本东京的RETAILTECH展会上展示了首款大面积、柔性电泳数字标牌原型。 42英寸原型由16个10.7英寸Plastic Logic单色柔性塑料显示器组成，以4x4配置平铺在一起，适用于近距离观看的应用。还展示了显示器的功耗，以适应自然灾害多发地区（例如日本地震后社会）的防灾应用。
Plastic Logic德国公司还展示了由其较小的显示器实现的概念设计，例如用于运动、健康和医疗应用的可穿戴计算机。

## QUE proReader
QUE proReader是Plastic Logic的第一代电子阅读器产品。该产品的最终版本在2010年1月CES 的公共活动期间发布
该产品于2010年8月取消，从未发货，该公司指出，“我们认识到市场已经发生了巨大变化，并且由于我们所经历的产品延迟，我们继续推出第一代电子阅读器已不再有意义。” 

## Plastic Logic 100
Plastic Logic 100是一本用于教育用途的“电子教科书”。 Plastic Logic于2011年9月12日宣布上市。从当月晚些时候开始，一批设备计划在俄罗斯选定的学校中试用，这些学校计划率先推出电子教科书项目。
Plastic Logic 100使用基于塑料的电子纸技术。该设备采用10.7英寸防眩光、防碎、防指纹显示屏以及触摸式UI。
存储限制为4 GB并且设备在800 MHz处理器上运行Windows CE。该电池预计在常规使用（包括阅读、下划线和注释文本）下可持续一周。
由于公司于2012年5月宣布战略变更，该设备已停产。 

## 相关
- 电子墨水
- 柔性显示
- 柔性电子产品
- 电子书阅读器列表
- 有机电子产品
- 印刷电子产品